# Пласковское
Пласковское — село в Гайском районе Оренбургской области.

## Население
| 2010 |
| ---- |
| 165  |

По переписи населения 1939 года в Пласковском проживало 177 человек, на январь 1975 года — 187, в 2002 году — 189 человек.

## География
До райцентра (г. Гай) — 31 км.
До администрации сельского совета (с.Колпакское) — 7 км.

## Примечание
1. 1 2  Всероссийская перепись населения 2010 года. Численность и размещение населения Оренбургской области
2. ↑  село Пласковское. Дата обращения: 29 января 2014. Архивировано 3 февраля 2014 года.